# مقاطعة ماوي (هاواي)
مقاطعة ماوي هي مقاطعة في هاواي، بلغ عدد سكانها 154٬834  نسمة، في 2010، عاصمتها وايلوكو ‏، تبلغ مساحتها 6٬213 كيلومتر مربع.

## الموقع
تشترك في الحدود مع:
- مقاطعة كالاواو (هاواي).

## مدن توأم
المدن التوأم:
- مانيلا
- مدريد.

## التقسيمات الإدارية
- وايلوكو  [لغات أخرى]‏.